# Ephebopus
Die Gattung Ephebopus zählt zur Familie der Vogelspinnen (Theraphosidae), die wiederum der Ordnung der Webspinnen angehörig ist. Die Gattung ist in Südamerika verbreitet und ihre Arten bewohnen dort verschiedene Habitate (Lebensräume). Sie vollführen – im Gegensatz zu anderen Vertretern der Unterfamilie der Aviculariinae, zu denen sie früher gezählt wurden – eine überwiegend terrestrische (bodenbewohnende) Lebensweise, wobei unter gewissen Umständen auch eine für die Unterfamilie ansonsten typische arboreale (baumbewohnende) Biologie nachweisbar ist. Für die Gattung Ephebopus sind außerdem die Brennhaare des Typs V charakteristisch, die lediglich bei Arten dieser Gattung ausgeprägt sind. Mit insgesamt fünf Arten ist die Gattung zahlenmäßig sehr klein.

## Merkmale

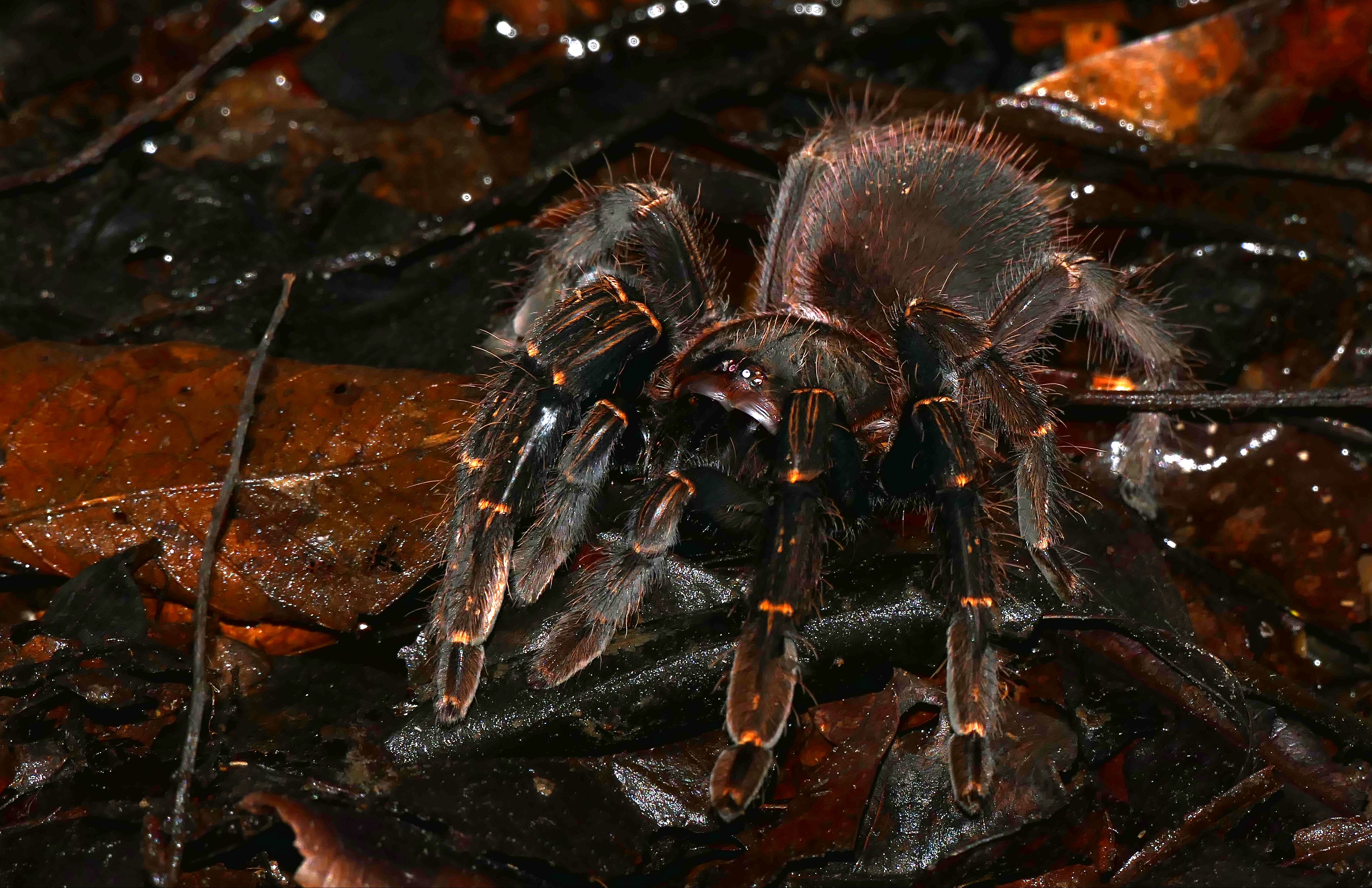
Frontalansicht eines Weibchens der Berg-Vogelspinne (E. rufescens). Einzigartig für Vogelspinnen (Theraphosidae) sind die Brennhaare an den Pedipalpen der Gattung.

Der Carapax (Rückenschild des Prosomas bzw. Vorderkörpers) ist bei der Gattung Ephebopus länger als breit und der kephale (am Kopf gelegenen) Bereich leicht erhöht sowie konvex geformt. Auch sind hier kephale (am Kopf gelegenen) und thorakale (an der Brust gelegene) Streifen deutlich erkennbar. Die Fovea (an die Muskeln des Saugmagens ansetzende Einkerbung) hat eine tiefe und gerade Erscheinung. Den Cheliceren (Kieferklauen) fehlen bei der Gattung Ephebopus die für Vogelspinnenartige (Mygalomorphae) typische Rastella (an eine Harke erinnernde Strukturen am Ende der Cheliceren zum Graben), gleiches trifft auf den Clypeus (Abschnitt zwischen den anterioren Augen und dem Carapax) zu. Der breitere als längere Augenhöcker ist bei der Gattung deutlich ausgeprägt. Die anteriore (vordere) Augenreihe verläuft gerade. Das Labium (sklerotisierte Platte zwischen den Maxillae und vor dem Sternum) ist subquadratisch geformt und ähnlich wie der Augenhöcker etwas breiter als lang. Er verfügt auf der anteroren Hälfte 100 bis 300 Höcker. Die Maxillae (umgewandelte Coxen bzw. Hüftglieder der Pedipalpen) erscheinen subrektangulär, wobei ihre anterioren Lappen deutlich zu einem konischen Fortsatz geformt sind. Im inneren winkel besitzen sie mehr als 100 Höcker. Das Sternum (Brustschild des Prosomas) ist genauso länger als breit. Die posterioren (hinteren) Sigillen (Einbuchtungen) sind submarginal (fast am Rand gelegen) angelegt.
Die Beine haben wenige Stacheln an den distalen (von der Körpermitte entfernt liegenden) ventralen (unteren) an den Tibien (Schienen) und den Metatarsen (Fersengliedern). Setae (chitinisierter Haare) zur Stridulation fehlen bei der Gattung Ephebopus an den Extremitäten gänzlich. Die Männchen haben je einen bipartiten (zweiteiligen) Stachel an den Tibien und je einen geraden an den Metatarsen des ersten Beinpaares. Bei Beugung dieser Extremitäten schließen sich letztere Stacheln an einem äußeren oberen Fortsatz des Beinpaares an. Den Femora (Schenkel) des vierten Beinpaares fehlen die für die Unterfamilie Aviculariinae typische retrolateralen (hinten seitliche) Scopulae (Bedeckungen aus Haftsetae). Dafür sind die Tarsen (Fußglieder) aller Beinpaare und die Metatarsen der beiden vorderen Beinpaare vollständig und die Metatarsen des dritten Beinpaares entlang der halben Länge mit sowie die Metatarsen des vierten Beinpaares apikal (zur Spitze gelegen) mit Scopulae versehen. Die Scopulae der Tarsen und Metatarsen des ersten und des zweiten Beinpaares ragten sehr in laterale (seitliche) Richtung hinaus und, was ihnen ein spatenförmiges Erscheinungsbild verleiht. Die größeren Tarsalklauen weisen eine median (mittig) angelegte Reihe von wenigen kleinen Zähnen auf. Für Vogelspinnen (Theraphosidae) einzigartig sind die polsterartig angelegten Brennhaare vom Typ V, die distal und prolateral (vorne seitlich) an den Femora der Pedipalpen (umgewandelte Extremitäten im Kopfbereich) angelegt sind.
Ein einzelner Bulbus (männliches Geschlechtsorgan) ist bei der Gattung Ephebopus birnenförmig gestaltet. Der vergleichsweise schmale und lange Embolus (drittes und letztes Sklerit, bzw. Hartteil des Bulbus) ist 2 bis 3 mal so lang wie das Tegulum (zweites und mittleres Sklerit des Bulbus). Kiele an den Bulbi fehlen bei der Gattung ganz. Ihre Weibchen haben zwei schwach sklerotisierte (verhärtete) Spermatheken (Samentaschen).

## Verbreitung und Lebensweise

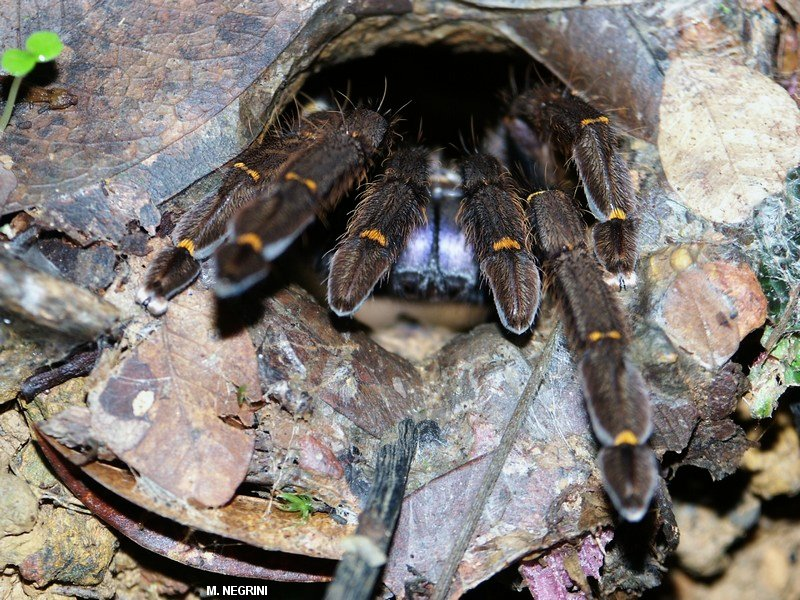
Weibchen der Blauzahn-Vogelspinne (E. cyanognathus) am Ausgang seiner Wohnröhre, gefunden in Französisch-Guyana.

Das Verbreitungsgebiet der Gattung Ephebopus erstreckt sich vom nordöstlichen und zentralen in Brasilien gelegenen Teil des Amazonasbecken über Französisch-Guayana, dem Süden Surinames und dem Südwesten Guyanas. Die Habitate (Lebensräume) fallen bei den fünf Arten der Gattung insgesamt recht unterschiedlich aus. Sie sind allesamt im Gegensatz zu den anderweitig mehrheitlich arborealen (baumbewohnenden) Vertretern der Unterfamilie der Psalmopoeinae terrestrisch (bodenbewohnend), wobei Jungtiere der Goldstreifen-Vogelspinne (E. murinus) zeitweise eine arboreale Lebensweise vollführen.

## Systematik
Die Systematik der Gattung Ephebopus wurde seit ihrer 1892 von Eugène Simon durchgeführten Erstbeschreibung mehrfach verändert, so kamen vermehrt neue Arten dazu, während andere aus verschiedenen Gründen ihren Artstatus verloren. Unter allen zu den Vogelspinnen (Theraphosidae) zählenden Gattungen ist die Gattung Ephebopus die, deren Zuordnung als am schwierigsten gilt. Ihre Typusart ist die Goldstreifen-Vogelspinne (E. murinus).

### Beschreibungsgeschichte
Simon gliederde die Gattung Ephebopus der Gruppe der Selenocosmieae zu. Reginald Innes Pocock transferierte 1902 die Gattung zusammen mit den Gattungen Pachistopelma, Iridopelma und Psalmopoeus in die ebenfalls 1892 von Simon aufgestellte Gruppe der Avicularieae, wobei er selbiges für die heute mit der Gattung Stromatopelma synonymisierten Gattung Scodra und der Gattung Heteroscodra vorschlug. Simon setzte Pococks Vorschlag für die beiden letzteren Gattungen um, übertrug jedoch die Gattung Ephebopus auf Phoneyuseae und synonymisierte die Gattung Iridopelma mit der Gattung Avicularia. Carl Friedrich Roewer übertrug 1942 die Gattung Ephebopus in die heute nicht mehr bestehende Unterfamilie der Eumenophoriinae. Robert John Raven wiederum transferierte die Gattung 1985 zur Unterfamilie der Theraphosinae, ehe Sylvia Marlene Lucas 1991 sie wieder der Unterfamilie der Aviculariinae untergliederte. Lucas beschrieb außerdem zeitgleich das Männchen der Goldstreifen-Vogelspinne (E. murinus), womit auch erstmals ein Männchen innerhalb der Gattung Ephebopus beschrieben wurde. Man kam zu dem Entschluss, dass den Männchen der Gattung Ephebopus wie die der Gattung Tapinauchenius für die Unterfamilie der Aviculariinae typische Merkmale, darunter die breiten Tarsalpolster, die verlängerten Emboli und das Fehlen von Stacheln an den Beinen, aufweisen, sodass die Gattung dieser Unterfamilie als zugehörig gilt, obgleich der sonst für die Unterfamilie typische Dornfortsatz an den Tarsen der Pedipalpen fehle.

### Innere Systematik
Bei einer 2008 von Rick C. West, Samuel D. Marshall, Caroline Sayuri Fukushima und Rogerio Bertani durchgeführten Review mitsamt kladistischer Analyse der Gattung Ephebopus wurden deren fünf Arten in zwei Artengruppen aufgeteilt. Dies geschah mithilfe des Aufstellens einer Datenmatrix, bei der insgesamt 21 Taxa der Unterfamilie der Aviculariinae sowie 48 Charaktereigenschaften dieser mit einbezogen wurden. Eine der beiden Artengruppen der Gattung Ephebopus wurde nach der Art E. foliatus benannt und enthält neben dieser die Art E. uatuman sowie die Blauzahn-Vogelspinne (E. cyanognathus). Die andere Gruppe ist die der Goldstreifen-Vogelspinne und setzt sich aus dieser und der Berg-Vogelspinne (E. rufescens) zusammen. Folgendes Kladogramm verdeutlicht die Stellung der Arten der Gattung zueinander:
|  | Goldstreifen-Vogelspinne        |
|  |                                 |
|  | Berg-Vogelspinne (E. rufescens) |
|  |                                 |

|                         | E. foliatus                            |
|                         |                                        |
|                         | E. uatuman                             |
|                         |                                        |
|                         | Blauzahn-Vogelspinne (E. cyanognathus) |
| Vorlage:Klade/Wartung/3 |                                        |

|  | Goldstreifen-Vogelspinne        |
|  |                                 |
|  | Berg-Vogelspinne (E. rufescens) |
|  |                                 |

|                         | E. foliatus                            |
|                         |                                        |
|                         | E. uatuman                             |
|                         |                                        |
|                         | Blauzahn-Vogelspinne (E. cyanognathus) |
| Vorlage:Klade/Wartung/3 |                                        |

### Arten
Die Gattung Ephebopus enthält insgesamt folgende fünf Arten mitsamt geographischer Verbreitung:
- Blauzahn-Vogelspinne (E. cyanognathus) West & Marshall, 2000 – Französisch-Guyana
- E. foliatus West, Marshall, Fukushima & Bertani, 2008 – Guyana
- Goldstreifen-Vogelspinne (E. murinus) (Walckenaer, 1837) – Französisch-Guyana Suriname, Brasilien
- Berg-Vogelspinne (E. rufescens) West & Marshall, 2000 – Französisch-Guyana, Brasilien
- E. uatuman Lucas, Silva & Bertani, 1992 – Brasilien

#### Transferierte Art
Eine Art galt einst als zur Gattung Ephebopus zugehörig, wurden jedoch mittlerweile transferiert. Die Art ist:
- E. violaceus Mello-Leitão, 1930 = Tapinauchenius plumipes

#### Synonymisierte Art
Eine einstige Art, die zuletzt zur Gattung Ephebopus zählte, wurde mit einer anderen der Gattung synonymisiert und verlor somit ihren Artstatus. Diese Art war:
- E. bistriatus (C. L. Koch, 1838) – Synonymisiert mit der Goldstreifen-Vogelspinne (E. murinus) unter Gabriel, 2013.

#### Nicht mehr anerkannte Art
Eine Art zählte zuletzt zur Gattung Ephebopus und gilt heute als Nomen dubium. Die aufgelöste Art ist:
- E. fossor Pocock, 1903 – Aufgelöst unter West, 2008.